# Comptonspredning
Comptonspredning er en proces hvor γ-fotonen rammer en fri eller løstbundet elektron. Modsat fotoelektrisk effekt afleverer fotonen ikke al sin energi til elektronen, derfor vil en smule energi deles til elektronen hvoraf resten udsendes i form af en ny foton.
Comptonspredning blev observeret i 1923 af Arthur Holly Compton.